# Katharina Grießemer
Katharina Grießemer (* 13. Juli 1986 in Roth) ist eine deutsche Fußballspielerin.

## Karriere

### Vereine
Grießemer begann ihre Profikarriere beim FC Bayern München, für den sie von 2003/04 bis 2004/05 40 Bundesligaspiele bestritt und vier Tore erzielte. Ihr Debüt gab sie am 24. August 2003 (2. Spieltag) beim 3:2-Sieg im Heimspiel gegen den MSV Duisburg mit Einwechslung für Kerstin Hoffmann in der 75. Minute. Ihr erstes Bundesligator in 19 Punktspielen in ihrer Premierensaison im Seniorenbereich erzielte sie am 21. März 2004 (7. (nachgeholter) Spieltag) beim 1:1-Remis im Heimspiel gegen den VfL Wolfsburg mit dem Führungstreffer in der 35. Minute. In ihrer letzten Spielzeit bestritt sie 21 Punktspiele und erzielte drei Tore, bevor sie zum Ligakonkurrenten Hamburger SV wechselte. Für diesen bestritt sie bis Jahresende 2006 sechs Punktspiele.
Vom 1. Januar 2007 bis 30. Juni 2007 war sie vereinslos, ehe sie einen bis zum 30. Juni 2008 gültigen Vertrag beim TSV Crailsheim erhielt. Nach nur einer Spielzeit wechselte sie zum 1. FC Nürnberg, den sie am Saisonende 2008/09 verließ und sich dem drittklassigen SV 67 Weinberg anschloss. Nach zwei Spielzeiten für die erste Mannschaft in der Regionalliga Süd wechselte zur Saison 2011/12 zur zweiten Mannschaft. Seit der Saison 2014/15 ist sie für den SV Leerstetten in der sechstklassigen Landesliga aktiv.

### Nationalmannschaft
Grießemer bestritt für die U-17-Nationalmannschaft 23 Länderspiele und erzielte vier Tore. Ihr Debüt im Nationaltrikot gab sie am 10. Oktober 2001 im Test-Länderspiel gegen die Auswahl Schwedens, mit Einwechslung für Christina Arend in der 63. Minute. Ihr erstes Tor erzielte sie am 13. März 2002 beim 2:2-Unentschieden gegen die Auswahl der Vereinigten Staaten mit dem Treffer zur 2:1-Führung in der 58. Minute.
2003 nahm sie am Turnier um den inoffiziellen Europameistertitel der U-17-Nationalmannschaften, das vom 30. Juni bis 6. Juli 2003 in Schweden ausgetragen wurde, teil. Sie bestritt alle drei Spiele der Gruppe B, die mit 2:1 gegen die Auswahl der Niederlande am 30. Juni in Hudiksvall und mit jeweils 3:0 gegen die Auswahlen Norwegens am 2. Juli in Vallsta und Dänemarks am 4. Juli in Söderhamn allesamt gewonnen wurden. Im Spiel gegen die Auswahl Norwegens erzielte sie die Tore zum 2:0 in der 77. und zum 3:0 in der 79. Minute. Als Gruppensieger erreichte sie mit ihrer Mannschaft das Finale, das die Auswahl Schwedens mit 5:4 im Elfmeterschießen gewann, nachdem das Spiel regulär 1:1 (Ausgleichstreffer Angelika Feldbacher in der 67. Minute) geendet hatte.
Für die U-19-Nationalmannschaft bestritt sie ihr erstes von 20 Länderspielen am 7. Mai 2003 bei der 0:1-Niederlage gegen die Auswahl der Schweiz. Ihr erstes von sieben Toren erzielte sie am 19. Oktober 2003 beim 4:1-Sieg gegen die Auswahl Schwedens. Ihr letztes Länderspiel bestritt sie 30. Juni 2004 beim 1:1-Unentschieden gegen die Auswahl Norwegens.

## Erfolge
- Nordic-Cup-Finalist 2003